# マニュエル・ベラスケス
マニュエル・ベラスケス（Manuel Velazquez, 1904年12月6日 - 1994年1月）は20世紀の反ボクシング活動家、及びリング禍情報収集家。

## 来歴
フロリダ州タンパに生まれる。10歳の時に家族とともにイリノイ州シカゴに移住。
1920年、15歳の時に学校を中退、オークパークの鉄道会社の機関車の車庫で働き始める。19歳の時に州兵となりF大隊第131歩兵隊に配属される。
1924年から25年までの1年間兵役を務めた後タンパに戻り路面電車のオペレーターとなる。この時期にベラスケス自身もボクシングジムへ通っている。
1927年にニューヨークに移った後、地下鉄の案内係として働き始め、プロボクサーのピート・ネボと交友関係をもつようになる。
ネボは1936年に27歳でプロボクサーを引退、1週間に2、3試合戦ったこともあったという。ネボはキーウェストに移り住んだ1938年に、自分を"punchy"（パンチドランカーの意）と罵倒した男を暴行、傷害容疑で逮捕された。裁判所はネボはボクシングでの後遺症により精神的な責任能力が無いと判断し、9月1日に病院での生活を強制する判決を言い渡した。この一件の後、ベラスケスはボクシングの後遺症に関する情報を新聞記事から収集し始めた。反ボクシング活動として新聞社や連邦議会議員に手紙を送るなどしたが、そのほとんどは無視された。同年、多発性硬化症の為に地下鉄を退職。
病の為、既に歩行に杖を必要とする状態であったが1940年から政府役所の事務員として59年まで就労を続けた。
59年に引退した後、タンパの政府補助の施設で過ごし、後にアリゾナ、次に移ったグリーンヴィルで生涯を閉じるまで余生を送った。1994年1月没。89歳。
ベラスケスは死の直前、自身が集めた新聞記事の切り抜きなどボクシングでの事故に関する情報をまとめたファイルを、格闘技研究家のロバート・W・スミス（en）に送った。この調査集はスミスから90年代中期にジョセフ・R・スヴィンスに渡り、『Death under the Spotlight: The Manuel Velazquez Boxing Fatality Collection（スポットライト下の死-マニュエル・ベラスケス ボクシング死亡事故集-）』という題名で、スヴィンスと有志による調査と研究が現在でも続けられている。これはインターネット上に公開されており、世界中のボクシングに関する死亡事故の情報と統計が随時更新されている。

## スポットライト下の死-マニュエル・ベラスケス ボクシング死亡事故集-
前述のとおり、ベラスケスの意思を継いだジョセフ・R・スヴィンスを中心に世界中の有志によって現在も情報収集・調査が続いているボクシング死亡事故資料である。ただし新聞の切り抜きやインターネットの記事などを頼りに手作業で収集している資料のため、実際に起ったリング禍を全て網羅しているわけではない。

### 判明した死亡者数
| 2000年7月 | 2001年12月 | 2004年1月 | 2005年5月 | 2006年4月 | 2006年12月 | 2007年11月 | 2011年10月 |
| --------- | ---------- | --------- | --------- | --------- | ---------- | ---------- | ---------- |
| 938人     | 1,101人    | 1,197人   | 1,255人   | 1,326人   | 1,344人    | 1,465人    | 1,865人    |

(過去に遡って判明した分も含む)

### 年代別死亡者数
| 1800年以前 | 1820年代 | 1830年代 | 1840年代 | 1850年代 | 1860年代 | 1870年代 | 1880年代 | 1890年代 | 1900年代 | 1910年代 | 1920年代 | 1930年代 | 1940年代 | 1950年代 | 1960年代 | 1970年代 | 1980年代 | 1990年代 | 2000年代 |
| ---------- | -------- | -------- | -------- | -------- | -------- | -------- | -------- | -------- | -------- | -------- | -------- | -------- | -------- | -------- | -------- | -------- | -------- | -------- | -------- |
| 37人       | 42人     | 26人     | 28人     | 28人     | 27人     | 30人     | 41人     | 134人    | 112人    | 149人    | 223人    | 212人    | 123人    | 148人    | 117人    | 97人     | 83人     | 84人     | 103人    |

### 国別死亡者数
| アメリカ | イギリス | オーストラリア | メキシコ | 日本 | フィリピン | 南アフリカ | アルゼンチン | ニュージーランド | インドネシア | フランス | ドイツ | イタリア | キューバ | カナダ | スペイン | ベネズエラ | チリ | その他の国 |
| -------- | -------- | -------------- | -------- | ---- | ---------- | ---------- | ------------ | ---------------- | ------------ | -------- | ------ | -------- | -------- | ------ | -------- | ---------- | ---- | ---------- |
| 871人    | 333人    | 155人          | 53人     | 47人 | 40人       | 36人       | 29人         | 28人             | 27人         | 25人     | 22人   | 16人     | 15人     | 14人   | 12人     | 12人       | 10人 | 120人      |

(以上は2011年10月までに判明した調査結果データから)

### 死亡事故が起きたラウンド

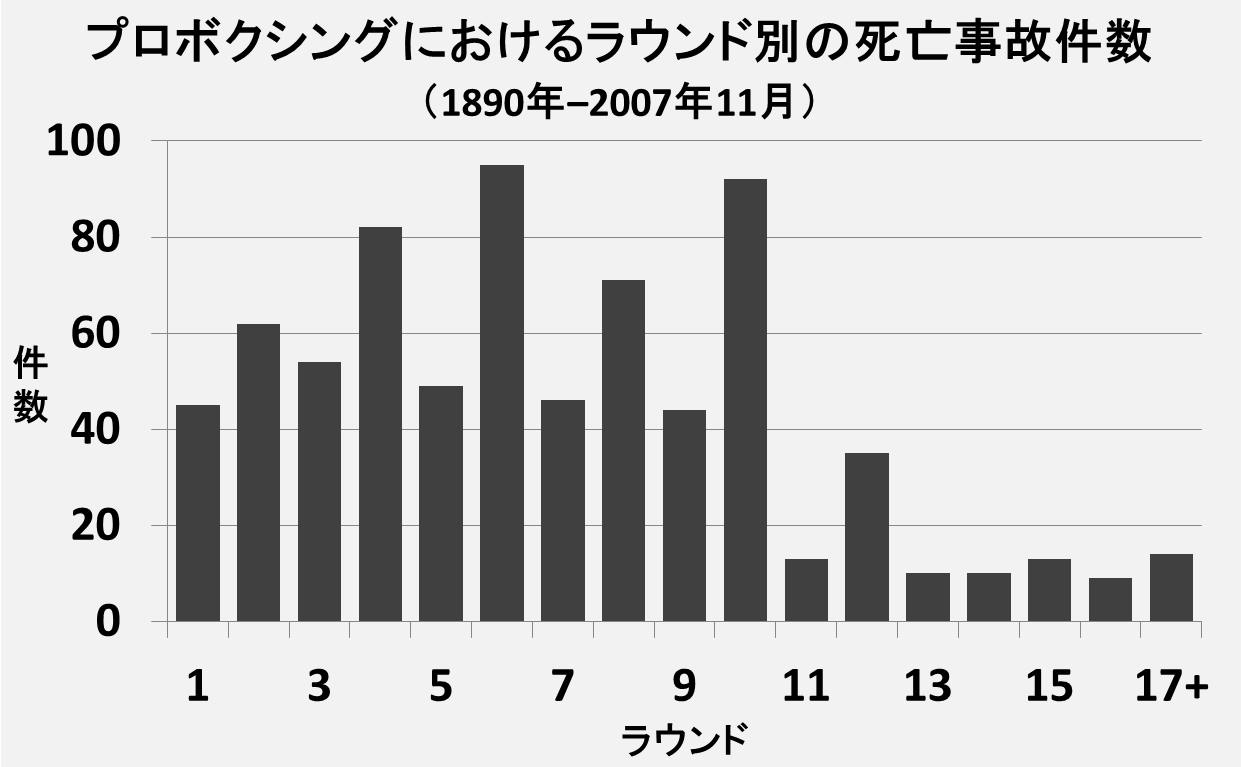
プロボクシングにおける1890年から2007年11月までのラウンド別の死亡事故件数（上の表をグラフ化したもの）

- プロボクシング

| 1ラウンド | 2ラウンド | 3ラウンド | 4ラウンド | 5ラウンド | 6ラウンド | 7ラウンド | 8ラウンド | 9ラウンド | 10ラウンド | 11ラウンド | 12ラウンド | 13ラウンド | 14ラウンド | 15ラウンド | 16ラウンド | 17ラウンド以降 |
| --------- | --------- | --------- | --------- | --------- | --------- | --------- | --------- | --------- | ---------- | ---------- | ---------- | ---------- | ---------- | ---------- | ---------- | -------------- |
| 45人      | 62人      | 54人      | 82人      | 49人      | 95人      | 46人      | 71人      | 44人      | 92人       | 13人       | 35人       | 10人       | 10人       | 13人       | 9人        | 14人           |

- アマチュアボクシング

| 1ラウンド | 2ラウンド | 3ラウンド | 4ラウンド |
| --------- | --------- | --------- | --------- |
| 29人      | 49人      | 90人      | 11人      |

### 階級別死亡者数

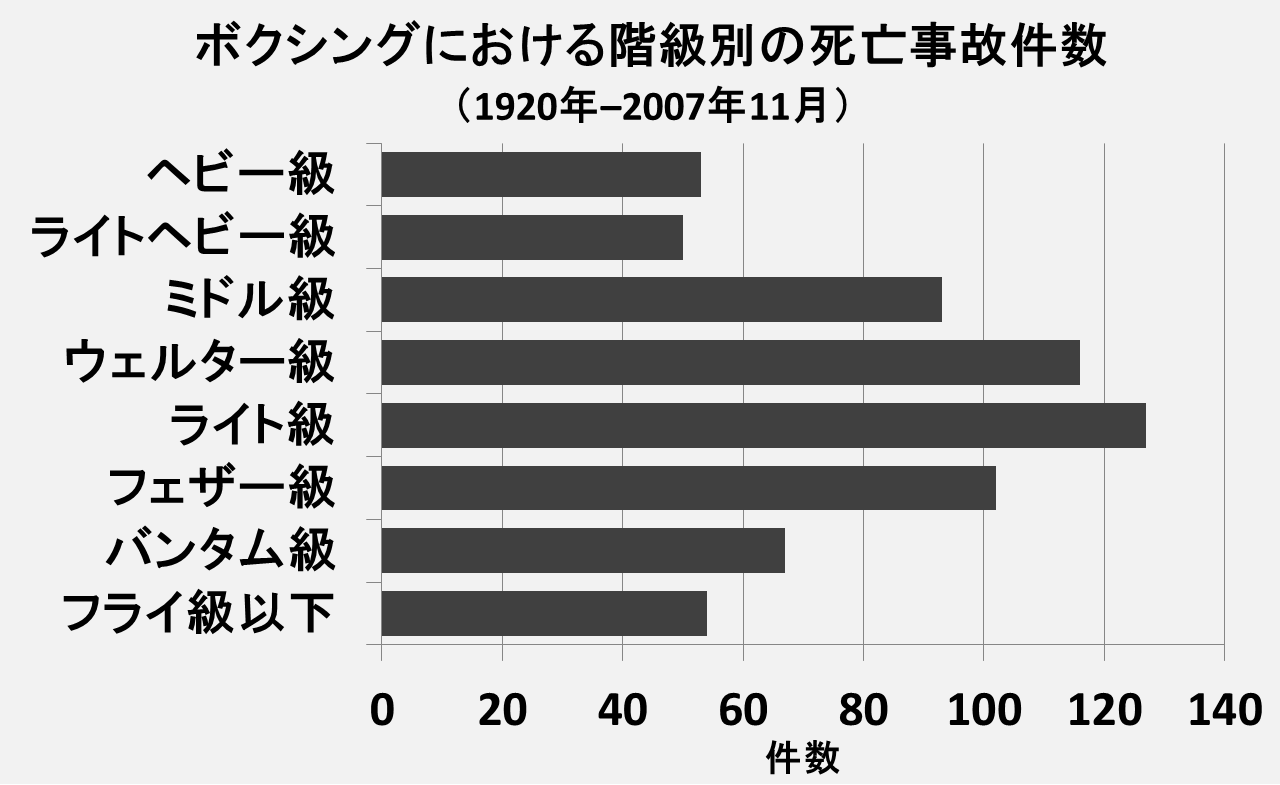
アマチュアボクシング・プロボクシングにおける1920年から2007年11月までの階級別の死亡事故件数（左上の表をグラフ化したもの）

| フライ級以下 | バンタム級  | フェザー級   | ライト級     | ウェルター級 | ミドル級    | ライトヘビー級 | ヘビー級   |
| ------------ | ----------- | ------------ | ------------ | ------------ | ----------- | -------------- | ---------- |
| 54人(8.0%)   | 67人(10.0%) | 102人(15.2%) | 127人(18.9%) | 116人(17%)   | 93人(13.8%) | 50人(7.4%)     | 53人(7.9%) |

### 死亡原因
| 首部を含む頭部の損傷 | 心臓発作 | その他(内臓破裂等) |
| -------------------- | -------- | ------------------ |
| 80%                  | 12%      | 8%                 |

### 死亡する兆候が現れた時間
| リング上 | リングを降りた後(控え室、帰宅後) | 1週間以上経ってから |
| -------- | -------------------------------- | ------------------- |
| 75%      | 20%                              | 5%                  |

### 年齢
- プロボクシング　死亡平均年齢は23.1歳(最年少12歳、最高齢45歳)、1980年以降の死亡事故1335件中923件(68%)がプロボクサーが死亡した事例。
- アマチュアボクシング　死亡平均年齢は20.5歳(最年少13歳、最高齢41歳)、1980年以降の死亡事故1335件中293件(22%)がアマチュアボクサーが死亡した事例。
- トレーニング中　死亡平均年齢は23.5歳(最年少11歳、最高齢50歳)、1980年以降の死亡事故1335件中126件(9%)がトレーニング中(プロ55件、アマチュア71件)に死亡した事例。

### その他
- 1890年以降に起きた死亡事故1335件のうち1230件(90.7%)が試合中のダメージを原因とした死亡事故、125件(9.2%)がトレーニング中の死亡事故。
- 1920年以降に起きた死亡事故のうち61件(5.4%)が勝った選手もしくは引き分けた選手が死亡した事例。
- 1732年以降に起きた死亡事故のうち何らかのタイトルマッチで死亡した事例は65件(4%)。
- 2000年以降に女子ボクサーが死亡した事例は2件。

(以上は2007年11月までに判明した調査結果データから。)